# Edward T. Hall
Edward Twitchell Hall (16. května 1914 Webster Groves – 20. července 2009 Santa Fe) byl americký antropolog. Byl blízkým spolupracovníkem Marshalla McLuhana a Buckminstera Fullera. K jeho nejdůležitějším pracím patří kniha Beyond Culture z roku 1976.

## Proxemika
V knize The Hidden Dimension z roku 1966 zkoumal prostorové souvislosti komunikace a zavedl u té příležitosti pojem proxemika, který se stal významným v sociální psychologii.

## Polychronní a monochronní kultury
V knize The Silent Language z roku 1959 Hall rozlišil kultury polychronní a monochronní. V polychronní kultuře je samozřejmé přijímat více událostí najednou, v monochronní kultuře nějaká událost vždy dominuje a ta je především vnímána a prožívána.

## Vysokokontextuální a nízkokontextuální kultury
V Beyond Culture Hall mimo jiné rozlišil tzv. vysokokontextuální a nízkokontextuální kultury (high-context cultures a low-context cultures). Ve vysokokontextuální kultuře slova v běžné řeči zasvěcenému zpřítomňují velké bloky významů, které jsou však pro nezasvěceného nedostupné. Velmi podstatný je v takové kultuře výběr slov, neboť některé slovo kontext nevyslovených významů aktivuje a jiné, byť významově blízké, nikoli. V nízkokontextuální kultuře je v běžné řeči "nevyslovených obsahů" méně a výběr slov není tak důležitý. V takové kultuře se nezasvěcený snadněji orientuje a lidé v ní také více hovoří, neboť musí význam zpřítomnit sami, nemohou se spolehnout na kulturní kontext. Typickým příkladem pro Halla byl jih Spojených států (např. Texas), který je vysokokontextuální, zatímco zbytek USA, zejména velká města na pobřeží (např. New York) jsou nízkokontextuální. Podobně za vysokokontextuální Hall považoval kulturu frankofonních Kanaďanů, naopak za nízkokontextuální kulturu Kanaďanů anglofonních. Za silně vysokokontextuální bývá považována například kultura čínská či japonská. Sám Hall byl k objevu inspirován svým několikaletým pobytem mezi indiány kmenů Navajo a Hopi - indiánské kultury jsou silně vysokokontextuální.
Vysokokontextuální bývají kultury rasově a etnicky homogenní, historicky uzavřenější, společnosti s preferencí kolektivismu oproti individualismu, společnosti s dlouhou kulturní tradicí.
Typickým znakem vysokokontextuálních kultur je, že jejich humor nebývá přenositelný do jiných kultur. U nízkokontextuálních kultur je tomu právě naopak.
Hallův koncept se stal dosti vlivným například v marketingu, mezinárodní firmy mohou v nízkokontextuálních kulturách užívat "globální reklamu", kdežto ve vysokokontextuálních kulturách ji musí silně lokalizovat.